# فيلكس مندلسون
فيلكس مندلسون (بالألمانية: Felix Mendelssohn)
هو «فيلكس مندلوسن بارتولدى» المعروف «بفيكلس مندلسون» (3 فبراير 1809 -4 نوفمبر 1847) موسيقار ألماني وقائدا للأوركسترا في الحقبة الرومانتيكية المبكرة. ولد لعائلة يهودية ذائعة الصيت، فجده هو «موسى مندلسون» الفيلسوف الألمانى البارز في القرن الثامن عشر.
تضمنت أعماله الموسيقية عددا من السيمفونيات بالإضافة إلى «الكونشرتو» و«الأوراتوريو» وأعمال للبيانو وموسيقى الحجرة.
تعرض للتجاهل الشديد من النقاد خلال القرن التاسع عشر نتيجة للتغييرات الكبيرة التي طرأت على موسيقى القرن التاسع عشر خاصا في عصر فاجنر والتي اعتبر منلسون من المتأخرى ن عنها، ولكن إعادة تقييم أعماله في القرن الماضي والحيادية التي أتخذها معظم النقاد من أراء القرن التاسع كشفت لنا عن أصالته الإبداعية وكيف أنه وبمنتهى الإنصاف أحد أكبر موسيقى الحقبة الرومانتيكية.

## حياته
ولد في «هامبورغ» سنة 1809، والده هو «إبراهام مندلسون» مصرفي ثري ووالدته هي «ليا سالومون» من أفراد عائلة «إيتزيج» يهودية الأصول والثرية كذلك، حرصا على ألا يلقيا أولادهما الأربعة «فانى» و«ريبكه» و«فيلكس» و«باول» أي تعليما دينيا يهوديا، بل وقاموا بتعميدهم في الكنيسة اللوثرية ليكونوا مسيحيين بروتستانتين سنة 1816 وقرر «ابراهام» أن يضيف اسم «باروتلدى» المسيحي لعائلته وشرح ذلك الأمر في خطاب لإبنه «فيلكس» قائلا له: لم يعد بالإمكان أن يوجد مسيحيا اسمه «مندلسون» مثلما أنه من غير الممكن أن يكون هناك يهوديا اسمه «كونفوشيوس». إلا أن «فيلكس» لم يلتفت كثيرا لنصيحة أبيه وظل يوقع اسمه في معظم الأحيان بفيلكس مندلسون.
في سنة 1812 انتقلت العائلة إلى برلين وقد حرص الوالدين على إعطاء أولادهما أفضل تعليم ممكن، فقد صارت «فاني مندلسون» عازفه بيانو شهيرة بل ومؤلفة موسيقية بارعة، كان يظن والدها أن موهبتها أصلب عوداً من موهبة أبنه «فيلكس» إلا أن مهنة التأليف الموسيقي لم تكن مقبولة للنساء بأى حال من الأحوال في ذلك العصر ولولا ذلك لكانت «فاني» قد أصبحت مؤلفة هامة بل يؤكد الكثيرين أن بعض أعمالها قد قدمت باسم أخيها «فيلكس».
اعتبر «مندلسون» ثاني أكبر طفلا «معجزة» بعد الموسيقار النمساوى العظيم فولفجانج آماديوس موتسارت، فقد بدأ دروس البيانو على يد والدته وهو في سن السادسة ثم دروس التأليف الموسيقى سنة 1817 على يد الموسيقار الألماني «كارل فريدرتش زيلتر» ويحتمل أن أول أعماله الموسيقية كان رباعى للبيانو والوتريات قدمه وهو في سن الثالثة عشر.
وفي سنة 1821 قدمه أستاذه «زيلتر» لصديقه الشاعر الألماني العظيم «يوهان فولفجانج جوته» وكانت زيارة تاريخية بالنسبة للصبي الصغير حيث التقى بهذا الشيخ المبجل الذي كان مفخرة ألمانيا آنذاك وقد بقي في بيته أسبوعان، أعجب خلالهما «جوته» بموهبة «مندلسون» الفريدة وعبقريته المبكرة أشد الإعجاب وقد تبادلا لاحقا وفي السنوات القليلة التي بقى فيها «جوته» حياً عددا من الخطابات، وتكررت زيارات مندلسون لجوته أكثر من مرة وقد أهدى «مندلسون» أولى أعماله الموسيقية (رباعي البيانو والوتريات) لجوته العظيم.
درس «مندلسون» كذلك على يد عازف البيانو والموسيقار «إيجانز موشليس» الذي اعترف في مذكراته أنه لم يعلمه الكثير فقد كانت عبقريته أكبر، وقد صار الإثنين صديقين بعد ذلك على مدى حياة «مندلسون» القصيرة.
وبجانب الموسيقى، تلقى «مندلسون» دروسا في الفلسفة والفن بجامعة برلين، وكان يجيد الإنجليزية والإيطالية واللاتينية بالإضافة إلى موهبته الفنية في الرسم وشغفه بالأدب الكلاسيكى خاصا «وليم شيكسبير».
وخلال فترة مراهقته كانت أعماله الموسيقية تعزف في منزله الفخم وتحت رعاية والديه الثريين بأوركسترا منزلي خاص، وقد كتب «مندلسون» بين سنة 1821 و 1823 إثنى عشر سيمفونية للوتريات تم تجاهلهما طوال القرن التاسع عشر، ربما برغبة من «مندلسون» نفسه ولكنه تم الآن تسجيل الإثنى عشر سيمفونية وأصبحت متاحة في الأسواق الأوروبية والأمريكية وعادة مايتم تقديمها بالحفلات.
وفي سنة 1824 أي وهو في الخامسة عشر من عمره، ألف أولى سيمفونياته للأوركسترا الكاملة (في سلم دو الصغير) ثم ثماني للوتريات في سلم مى بيمول الكبير سنة 1825 وفيه برزت عبقرية «مندلسون» الفريدة بحق في أحسن حالاتها ثم تبعه بافتتاحية موسيقية لمسرحية «شيكسبير» الخالده «حلم ليلة صيف» وتعد واحدة من أشهر أعماله (وقد قام «مندلسون» بعد 16 عشر عاما (1842) بكتابة موسيقى مصاحبه للمسرحية بأكملها، اشتملت على عشرة مقطوعات إضافة إلى الافتتاحية الأصلية وأشتهر منها «المارش الجنائزى» و«مارش الزفاف») وفي سنة 1827 قدم الأوبرا الوحيدة له Die Hochzeit des Camacho ولاقت فشلا ذريعا، حتى أن «مندلسون» لم يكمل مشاهدة عرضها الأول، وظل طوال حياته متخوفا من خوض مجال الأوبرا مرة ثانية وإن كان قد ترك بعض المخطوطات لمشاريع أوبرات أخرى لم تكتمل مثل «العاصفة» المستمدة من مسرحية لشيكسبير كذلك.
وفي الفترة من سنة 1826 إلى 1829 التحق "مندلسون "بجامعة برلين" وتلقى محاضرات في علم الجمال على يد الفليلسوف الألمانى الشهير "هيجل" وأخرى في التاريخ على يد "إدوارد جانز" وفي الجغرافية على يد "كارل رايتر".
وفي سنة 1829 ارتحل «مندلسون» إلى بريطانيا، حيث كان صديقه «موشيلس» يقيم في لندن فعرفه على الدوائر الموسيقية هناك وقد حقق «مندلسون» في لندن نجاحا باهرا وشعبية كبيرة استمرت حتى الآن، فقد قام هناك بقيادة عزف سيمفونيته الأولى ثم انتقل إلى «إيدنبرج» وتعرف على الموسيقار الإنجليزى «جون تومسون» ثم قابل الملكة فيكتوريا وزوجها الأمير ألبرت، وقد أعجب كلاهما بمندلسون إعجابا كبيرا، وقد كرر «مندلسون» زيارته إلى بريطانيا عدة مرات، كان يحس فيها أنها بلده الثاني وكم أوحت له زياراته بالعديد من أعماله الموسيقية الهامة مثل افتتاحية كهف «فينجال» Fingal's cave (المعروفة كذلك بـ The Hebrides) والسيمفونية الإسكتلندية (رقم 3) والأوراتوريو الشهير «إلياس» (Elijah) الذي كان عرضه الأول في «برمنجهام» بمهرجان الموسيقى يوم 26 أغسطس سنة 1846.
طمح «مندلسون» بعد وفاة أستاذه «زيلتر» في رئاسة أكاديمية برلين الموسيقية ولكن سبقه «كارل روينجاهن» ربما كان ذلك لصغر سن «مندلسون» أو يحتمل أن تكون المعارضة التي قوبل بها ترشيحه نابعا من النفور من أصوله اليهودية وهذا مارجحه مندلسون نفسه، ولكنه وبالرغم من ذلك عين قائدا لأوركسترا «لايبتسيج» (واحدة من أكبر الفرق الموسيقية في العالم كله اليوم) وقد كان هذا المنصب هاما بالنسبة إليه فقد أشعره بالمسؤولية التي تقع على عاتقه في سبيل إنهاض الموسيقى الألمانية وتطويرها وعوضه ذلك عن إحباطه الذي لاحقه بعد رفض ترشيحه لرئاسة أكاديمية برلين. وقد ساهم «مندلسون» إسهاماً عظيما في الارتقاء بالحياة الموسيقية في «لايبتسيج» بل إن كل ماتتمتع به المدينة اليوم من سمعة عظيمة في المجال الموسيقى يدين بالفضل لمندلسون، فقد أنشأ سنة 1843 معهد «لايبتسيج» الموسيقى وأشرف حتى على تنظيم حجراته الدراسية والشكل المعمارى للمبنى، واستجلب عددا من كبار الأساتذة مثل «إيجانز موشليس» و«أنتون روبنشتين» و«روبرت شومان» الذي جمعته بمندلسون صداقة قوية هو الآخر والذي تدين شهرته بقسطاً كبيراً لمندلسون كذلك حيث قاد له الأوركسترا في سيمفونياته الأولى والثانية وقدم له الكثير من الدعم.
وقد اشتغل «مندلسون» هو الآخر بالتدريس وعرف عنه صرامته الشديده مع طلابه.
وقد ساهم «مندلسون» في فترة وجوده في برلين ثم من خلال منصبه في «لابيتسيج» في الحفاظ على تراث أستاذه الروحي «يوهان سبستيان باخ» فقد بذل جهدا كبيرا في جمع عددا من مخطوطات «باخ» المجهوله بمساعدة خالته «ساره ليفي» وأستاذه «زيلتر» وبعض أحفاد باخ، ففى سنة 1829 قاد في برلين العرض الأول لأوراتوريو «آلام القديس ماثيو» ليسمعه الناس لأول مرة وبعد سبعين عاما من وفاة «باخ» وقد أكسبه مابذله من مجهود في إحياء تراث «باخ» سمعة طيبة في كل أوروبا.
كما أحيا «مندلسون» ذكرى الموسيقار الخالد «شوبرت» حين قاد العزف في العرض الأول لسيمفونية «شوبرت» التاسعة بلايبتسيج سنة 1839.
تزوج «مندلسون» من «سيسيل جونارود» سنة 1837 وعاشا حياة زوجية هادئة أنجبا خلالها خمسة من الأطفال هما «كارل» و«مارى» و«باول» و«فيلكس» و«ليلي».

## موسيقى مندلسون بين معاصريه
كان «مندلسون» وإلى حد كبير محافظاً في أسلوبه الموسيقى، مغايرا لروح عصره، فلم يشبهه أحدهم وقد تأثر بشكل كبير بتراث «باخ» و«هاندل»، وموسيقاه في رأى الكثيرين امتداداً موسعاً للبناء اللحني عند باخ وإذا كان الكثيرين من معاصريه ينظرون إلى موسيقاه بنوع من الاستخفاف، فهو كذلك لم يبد أدنى ارتياح لموسيقي عصره أمثال «برليوز» و«ليست»، كما أنه كان معادياً (كالكثير من الموسيقين الألمان) للمدرسة الموسيقية الفرنسية واعتبر الأوبرا الفرنسية نوعا من الفن المبتذل وكان يضيق بشكل خاص بالموسيقار اليهودى «ماييربير» حتى أنه عندما أخبره أحدهم أن ملامحه تشبه إلى حد كبير ملامح «مايربير» استشاط غضبا ولم يتردد في أن يغير تسريحة شعره كى لايشبه.
وقد تعرضت موسيقى «مندلسون» وطوال القرن التاسع عشر للكثير من الانتقادات التي رأت فيه موسيقارا ارتداديا، لاينسجم مع العصر وأشرس نقاده كان الموسيقار الألمانى «ريتشارد فاجنر» الذي نعته بالسطحية وافتقار الموهبة الأصيلة ولاشك أن أصول «مندلسون» اليهودية قد شجعت على توجيه الانتقادات له دون وجه حق، وظلت هذه الانتقادات تلقى التأييد والحماس حتى بلغت أوجها في عهد الحكومة النازية التي منعت تقديم أعماله وحرصت على تشويه صورته ومحي ذاكرته.
أما في إنجلترا فقد ظل «مندلسون» يحظى بمكانة كبيرة لم ينافسه فيها «بيتهوفن» نفسه، فقد وصفته الأديبة الإنجليزية «ساره شيبارد» في روايتها «تشارلز أوشستر» بأنه ملاك الرب الفارس، وعندما تم بناء قصر «كريستال بلاس» سنة 1854 أمرت الملكة فيكتوريا بأن يوضع لمندلسون داخل القصر تمثالا من البرونز، وقد كان هذا التمثال هو القطعة الناجية الوحيدة من الحريق المروع الذي نشب بالقصر سنة 1936، ومن الجدير بالذكر أن أول حفل زفاف تلعب فيه مقطوعة «مارش الزفاف» لمندلسون التي تضمنتها موسيقى «حلم ليلة صيف» كان زفاف ابنة فيكتوريا على الأمير فردريك أمير بروسيا سنة 1858، وصارت هذه المقطوعة تقليداً في الكثير من حفلات الزفاف في كل الدنيا بعد ذلك (كذلك «كورس العرس» المأخوذ من أوبرا «لوهنجرين» لريتشارد فاجنر ما زال يعزف إلى اليوم في كل حفلات الزفاف تقريبا).
وبالرغم من ذلك فحتى في بريطانيا طارده النقاد، على رأسهم «برنارد شو» (العاشق لفاجنر) بل وكان حب الملكة فيكتوريا له ولفنه أكبر داعيا لانتقاده.
إلا أن الخمسين عاما الأخيرة شهدت تغييرا كبيرا في النظرة إلى فن «مندلسون» وتم تقييم أعماله على أسس موضوعية جديدة واستكشاف ما فيها من أصالة إبداعية فريدة ولم يقتصر ذلك على أعماله الأكثر رواجا مثل كونشرتو الكمان في سلم مى الصغير والسيمفونية الإيطالية، بل وأيضا أمتدت إلى اورتوريو «إلياس» الذي كان يتهم من قبل برجعيته المتمثلة في طابعه الفيكتورى الرتيب، وأعماله لموسيقى الحجرة التي امتازت بقدرة كبيرة على الخلق الدرامي.

## أعماله
في أعماله المبكرة تأثر مندلسون إلى حد كبير بأعمال «باخ» و«موتسارت» و«بيتهوفن» ويتضح ذلك التأثر جليا ولكن مع شيئاً من السطحية في الإثنى عشر سيمفونية اللاتى كتبهم للوتريات وهو في الثالثة عشر من عمره تقريبا. ولم يحدث أن تم عزف إحدى هذه السيمفونيات علنياً في حياة مندلسون ولم يتم نشرهم إلا بعد وفاته بوقت طويل.
ولكن إمكانياته الموسيقية بدأت في الظهور بداية من ثماني الوتريات 1825 وافتتاحية «حلم ليلة صيف» 1826 (والتي تأثر فيها بشكل كبير بالموسيقار «أدولف برنارد ماركس» ثم رباعي الوتريات في سلم لا الصغير (تم إدراجه برقم 2 ولكنه كتب قبل الرباعي المدرج برقم 1). أبرزت هذه الأعمال مدى فهمه الفطري المبكر للتداخل اللحني والهارمونية والتلوين الأوركسترالي مما يبرر ماقد يقال من أن نبوغ مندلسون المبكر قد فاق نبوغ موتسارت في نفس هذه المرحلة العمرية.

### السيمفونيات
- 12 سيمفونية للوتريات.
- خمسة سيمفونيات للأوركسترا الكاملة، وتم ترقيم سيمفونياته وفقاً لتاريخ نشرها وليس تاريخ تأليفها، فترتيب السيمفونيات الخمسة وفقا لتاريخ تأليفها هو:3,2,4.5,1.
- السيمفونية الأولى في سلم دو الصغير، انتهى من كتاباتها عام 1824 عندما كان في الخامسة عشر من عمره وهي عملٌ تجريبيٌ ظهر فيه تأثره بباخ وشوبرت وبيتهوفن، وقد قاد مندلسون بنفسه عزف هذه السيمفونية في زيارته الأولى للندن مع الأوركسترا الفيلهارمونى الملكى.
- السيمفونية الخامسة «التكوين» في سلم رى الكبير، كتبها «مندلسون» في الذكرى الثلاثمائة لنشأة الكنيسة اللوثرية البروتستانتية، لم يرضى عنها مندلسون ولم يسمح بعزفها طوال حياته.
- السيمفونية الثالثة «الإسكتلندية» في سلم لا الصغير، بدأ في كتابتها عام 1830 ولم ينهها إلا سنة 1842 وفيها يستلهم روح الشعب الإسكتلندي على طريقة الموسيقيين الرومانتيكيين، ولكنها لاتتضمن أي لحن شعبي من التراث الإسكتلندي، نشرها مندلسون سنة 1842 كثنائي بيانو ثم قام بتوزيعها على الأوركسترا الكاملة مع مطلع سنة 1843.
- السيمفونية الرابعة «الإيطالية» استلهم مندلسون ألحانها خلال زيارته لإيطاليا وهي في سلم لا الكبير وقد قاد مندلسون عزفها لأول مرة سنة 1833 ولكنه لم يسمح بإعادة عزفها مرة أخرى طوال حياته رغبة منه في إعادة كتاباتها، ولكنه مات قبل أن يفعل.
- السيمفونية الثانية «ترنيمة الشكر» في سلم سى بيمول الكبير وهي سيمفونية كورالية انتهى منها سنة 1841.

### أعمال أخرى للأوركسترا
- افتتاحية «كهف فنجال» التي ألفها سنة 1830 بعد زيارته لكهف فنجال الموجود بإحدى جزر الهيبريدس الإسكتلدنية وقد فرغ من مقدمتها وكتبها في خطاب أرسله إلى وطنه في نفس الليلة التي زار فيها الكهف وتعد أول عملا للقالب الموسيقى المعروف «بالافتتاحية التصويرية» Concert overture وهي مقطوعة موسيقية مستقلة تصاغ عادة في قالب السوناتة لتؤدى في القاعات الموسيقية وقد كتب من هذا النوع عددا آخر من الافتتاحيات من بينها «رولى بلاس Ruly Blas» المستوحاة من إحدى مسرحيات الكاتب الفرنسي «فيكتور هوجو» وافتتاحية «البحر الهادئ والرحلة البديعة» المستوحاة من إحدى قصائد «جوته» هذا غير افتتاحية مسرحية «حلم ليلة صيف».

### الأوبرا
كتب «مندلسون» أوبرا وحيدة هي Die Hochzeit Von Camacho استمدها من «دون كيشوت» قدمت لأول مرة في برلين سنة 1827 ولكنها لاقت فشلاً ذريعاً، كما ترك بعض الأغنيات وبعض المخطوطات لمشاريع أوبرات لم تتم أحدها مستمد من مسرحية شيكسبير «العاصفة» وأخرى من أسطورة «النيبولنجن» الألمانية قبل أن يستغلها فاجنر بعد ذلك في ملحمته الخالده «خاتم النيبولنجن».

### الكونشرتو
يعد كونشرتو مندلسون للكمان في سلم مى الصغير مصنف 64 الذي انتهى منه سنة 1844 واحداً من أشهر الأعمال التي ألفت لهذا القالب المحبب وقد كتبه ليلعبه عازف الكمان الشهير «فرديناند دافيد» ثم كان سببا في شهرة عددا من عازفي الكمان من بينهم «جاشا هيفتز» الذي لعبه وهو طفلا صغيرا في السابعة من عمره في صدفة فتحت له أبواب الشهرة.
كتب مندلسون أيضا اثنان كونشرتو منفرد للبيانو، كونشرتو مزدوج للبيانو والكمان وكونشرتو مبكر كتبه أيضا للكمان ولكنه لم يحظى بالشهرة.

### موسيقى الحجرة
خصص مندلسون عددا كبيرا من أعماله لموسيقى الحجرة ويرى الكثيرون أن بهذه الأعمال شحنة انفعالية شديدة لم تظهر في أعمال مندلسون الأخرى من بينها:
- رباعى الوتريات في سلم فا الصغير مصنف 80، هو آخر أعماله وقد كتبه والحزن يلفه بعد وفاة أخته «فاني» التي لطالما أحبها، وامتاز هذا الرباعى بالقوة وبلاغة التعبير.
- خماسيان للوتريات، عددا من السوناتات للكلارينت والتشيلو والفيولا والكمان.
- ثلاثيان للبيانو مع الشيلو والكمان الأول في سلم رى الصغير والثاني في سلم.

### الكورال
- أوراتوريو «القديس بولس الرسول» 1836 وأوراتوريو «إلياس» 1846 ويظهر فيهما تأثره الكبير بباخ وله أيضا أوراتوريو لم يكتمل بعنوان «يسوع المسيح» اشتهرت منه إحدى أغنيات الكورس وهي «سوف يخرج النجم من بيت يعقوب» كما كتب مندلسون عددا من المقطوعات الكورالية الدينية من بينها «لتسمع صلاتي يارب».

### البيانو
كتب للبيانو المنفرد 48 قطعة مختلفة الطول بعنوان «أغنيات بلا كلمات» أوحت للكثيرين من الموسيقين بعده في إنتاج قطعا مماثلة مثل «روبنشتين» و«إدوارد جريج».

### الأرغن
كان مندلسون يلعب الأرغن منذ طفولته وقد كتب له ستة سوناتات سنة 1845 مصنف 65.

## روابط خارجية
- فيلكس مندلسون على موقع IMDb (الإنجليزية)
- فيلكس مندلسون على موقع الموسوعة البريطانية (الإنجليزية)
- فيلكس مندلسون على موقع ألو سيني (الفرنسية)
- فيلكس مندلسون على موقع ميوزك برينز (الإنجليزية)
- فيلكس مندلسون على موقع أول موفي (الإنجليزية)
- فيلكس مندلسون على موقع قاعدة بيانات برودواي على الإنترنت (الإنجليزية)
- فيلكس مندلسون على موقع قاعدة بيانات الأفلام السويدية (السويدية)
- فيلكس مندلسون على موقع إن إن دي بي (الإنجليزية)
- فيلكس مندلسون على موقع أول ميوزيك (الإنجليزية)
- فيلكس مندلسون على موقع ديسكوغز (الإنجليزية)